# Hosaveedu, Nanjangud
Hosaveedu là một làng thuộc tehsil Nanjangud, huyện Mysore, bang Karnataka, Ấn Độ.